# 683 (numero)
Seicentottantatré (683) è il numero naturale dopo il 682 e prima del 684.

## Proprietà matematiche
- È un numero dispari.
- È un numero difettivo.
- È un numero primo.
  - È un numero primo di Sophie Germain.
  - È un numero primo di Chen.
  - È un numero primo troncabile a sinistra.
  - È un numero primo di Eisenstein.
- È un numero di Wagstaff.
- 683 è la somma di cinque numeri primi consecutivi (127 + 131 + 137 + 139 + 149).
- È un numero palindromo nel sistema di numerazione posizionale a base 9 (838) e in quello a base 22 (191).
- È un numero felice.
- È parte della terna pitagorica (683, 233244, 233245).
- È un numero malvagio.

## Astronomia
- 683 Lanzia è un asteroide della fascia principale del sistema solare.
- NGC 683 è una galassia spirale della costellazione dell'Ariete.

## Astronautica
- Cosmos 683 è un satellite artificiale russo.